# Videira
Videira est une ville brésilienne de l'ouest de l'État de Santa Catarina.

## Généralités
En février, on y fête la Vindima, en juin s'y déroule un concours national vinicole et en août la Vidirafest. La municipalité compte un aérodrome, nommé « Prefeito Ângelo Ponzoni. »
Le 11 décembre 2002, la ville reçu officiellement le titre de « capitale du Raisin à Santa Catarina et berceau de Perdigão », de la part de l'assemblée législative de l'État. Perdigão est l'une des plus grandes entreprises agro-alimentaire du pays.
La ville se fait remarquer notamment pour son développement et la bonne santé de ses finances.

## Géographie
Videira se situe par une latitude de 27° 00′ 30″ sud et par une longitude de 51° 09′ 06″ ouest, à une altitude de 750 mètres.
Sa population était de 47 204 habitants au recensement de 2010. La municipalité s'étend sur 378 km2.
Elle fait partie de la microrégion de Joaçaba, dans la mésorégion Ouest de Santa Catarina.
La ville se situe à environ 400 km de la capitale, Florianópolis, dans le centre-ouest de l'État de Santa Catarina. Par son relief accidenté, caractéristique de la région, Videira possède de nombreux sites naturels, rivières, cascades et forêts. En 1965, une réserve naturelle, nommée « parc da Uva », couvrant 70 000 m2, fut créée pour protéger notamment une zone riche en plantes natives. La ville possède un climat tempéré aux saisons marquées, avec des températures allant de 0 °C en hiver à 35 °C en été.

## Économie
La principale activité économique de la municipalité est l'élevage et l'abattage de volailles et de porcs, qui représente près de 75 % de l'activité locale. On peut également citer la fruticulture (pêche, prune et raisin), la culture du tabac et des céréales, ainsi que l'élevage de vaches laitières.

## Éducation
La municipalité compte une université, l'UNOESC, troisième de l'État en nombre d'étudiants. Celle-ci propose 23 spécialités (en 2007), notamment en Agronomie, Biotechnologies Industrielles (seule université du Brésil à proposer cette spécialité), Nutrition et Pharmacie. Elle propose également 6 spécialités en doctorat. L'université joue un rôle important dans le contexte local, notamment dans le secteur agro-alimentaire, base de l'économie de la région.

## Villes voisines
Videira est voisine des municipalités (municípios) suivantes :
- Arroio Trinta
- Caçador
- Rio das Antas
- Fraiburgo
- Tangará
- Pinheiro Preto
- Iomerê